# Vărbak, Șumen
Vărbak (în bulgară Върбак) este un sat în comuna Hitrino, regiunea Șumen,  Bulgaria. 

## Demografie
Componența etnică a satului Vărbak
     Turci (39,62%)
     Bulgari (55,34%)
     Nicio identificare (5,03%)
     Altele (0%)
La recensământul din 2011, populația satului Vărbak era de 318 locuitori. Din punct de vedere etnic, majoritatea locuitorilor (55,34%) erau bulgari, cu o minoritate de turci (39,62%). Pentru 5,03% din locuitori nu este cunoscută apartenența etnică.